# Kalejdoskop (album Andrzeja Piasecznego)
Kalejdoskop – album polskiego piosenkarza popowego Andrzeja Piasecznego nagrany przy udziale holenderskiej pięćdziesięcioosobowej orkiestry Metropole Orkest. Został wydany 24 marca 2015 przez Sony Music Entertainment Poland. Zawiera reinterpretacje przez Piasecznego znanych utworów (takich artystów jak Edyta Bartosiewicz, Varius Manx, Hey, Kayah, Robert Gawliński, Dżem, Mafia), własnego, wcześniej opublikowanego „Wszystko trzeba przeżyć” i dwa premierowe nagrania. Album uzyskał status platynowej płyty.

## Lista utworów
1. Kalejdoskop szczęścia
2. Santana
3. Do kołyski
4. Ostatni
5. Wszystko trzeba przeżyć
6. Scenariusz dla moich sąsiadów
7. List
8. Ja moja twarz
9. Zanim zrozumiesz
10. O sobie samym
11. Trzymaj się (tylko na edycji specjalnej)